# 雙姓 (姓氏)
雙姓，一個漢字姓氏，人數較少。

## 來源
以地名为姓，与蒙姓為同宗。中國夏朝时，颛顼帝的裔孙受封于雙蒙城，其后代有的以雙为姓，有的以蒙为姓。

## 延伸阅读
[在维基数据编辑]